# کریکلا (سوادکوه)
کریکلا (سوادکوه)، روستایی از توابع بخش مرکزی شهرستان سوادکوه در استان مازندران ایران است.

## جمعیت
این روستا در دهستان ولوپی قرار دارد و براساس سرشماری مرکز آمار ایران در سال ۱۳۸۵، جمعیت آن ۸۳ نفر (۲۳خانوار) بوده‌است.و در سال 1401 جمعیت آن 50 نفر اعلام شده است . 